# Cârcea (gmina)
Cârcea – gmina w Rumunii, w okręgu Dolj. Obejmuje tylko jedną miejscowość Cârcea. W 2011 roku liczyła 3424 mieszkańców.